# Krigsåret 1890

## Pågående krig
- Mahdistupproret (1881-1899)

## Händelser
- 29 december – Massakern vid Wounded Knee

## Födda
- 10 maj - Alfred Jodl, nazistisk generalöverste.
- 23 september - Friedrich Paulus, tysk generalfältmarskalk, Stalingrad.
- 22 november - Charles de Gaulle, fransk militär och president 1958-1969.

## Avlidna
- 14 januari – Robert Napier, 1:e baron Napier av Magdala, brittisk fältmarskalk.